# 316년

## 연호
- 서진(西晉) 건흥(建興) 4년
- 성한(成漢) 옥형(玉衡) 6년
- 전조(前趙) 건원(建元) 2년 / 인가(麟嘉) 원년

## 기년
- 서진(西晉) 민제(愍帝) 4년
- 신라(新羅) 흘해 이사금(訖解泥師今) 7년
- 고구려(高句麗) 미천왕(美川王) 17년
- 백제(百濟) 비류왕(比流王) 13년

## 사건
- 유요가 반란을 일으켜 장안(長安)을 함락시키다. 서진이 4대 52년 만에 망하다.
- 흉노가 중국 북부를 침략하다.